# Hydrobiosella tonela
Hydrobiosella tonela là một loài Trichoptera trong họ Philopotamidae. Chúng phân bố ở miền Australasia.